# Eleição municipal de Americana em 2020
A eleição municipal de Americana em 2020 foi realizada em  15 de novembro para eleger o prefeito, o vice-prefeito e 19 vereadores no município de Americana.
A eleição na cidade se dá um turno único, pois apesar do município ter 242.018 habitantes (IBGE, 2018), a quantidade de eleitores é de 175.416 pessoas, descontando os menores de 16 anos e as pessoas nas idades não obrigatórias, jovens de 16 e 17 anos e idosos com mais de 70 anos.

## Antecedentes

### Eleição Municipal de 2016
Na eleição municipal de 2016, Omar Najar (MDB), venceu a eleição no primeiro turno. O candidato emedebista foi eleito com 72,71% dos votos válidos.

### Eleições Gerais de 2018
No primeiro turno da eleição para Presidente em 2018, 64,30% dos americanenses (83.563 eleitores) votaram em Jair Bolsonaro (PSL), 10,59% (13.766) votaram em Ciro Gomes (PDT), Fernando Haddad (PT) teve 9,97% (12.963) votos. João Amoêdo (NOVO) 6,00% e Geraldo Alckmin (PSDB) 5,33%. Os demais candidatos obtiveram menos que 1% dos votos na cidade. Brancos e nulos somaram 11.045.
No primeiro turno da eleição para Governador em 2018, 42,51% dos americanenses (36.403 eleitores) votaram em João Doria (PSDB), 24,25% (27.155) votaram em Paulo Skaf (MDB), Márcio França (PSB) teve 15,46% (17.316) votos. Major Costa e Silva (DC) 8,84%, Luiz Marinho (PT) 8,11%, Rogério Chequer (NOVO) 4,18%, Rodrigo Tavares (PRTB) 3,76% e Professora Lisete (PSOL) 2,71%. Os demais candidatos obtiveram menos que 1% dos votos na cidade. Brancos e nulos somaram 27.339.
A eleição para Governador foi mais dividida do que a eleição presidencial, porém teve mais brancos e nulos. Para Presidente, Bolsonaro obteve uma larga vantagem sobre os seus oponentes, com 54,33% dos votos a mais que Haddad, representando o crescimento da extrema-direita, expondo a tendência ao conservadorismo da população americanense, além do enfraquecimento da esquerda, principalmente o PT, o que foi mais evidente na eleição estadual, com o candidato petista ficando apenas em quarto lugar.

### Cláusula de barreira
Nesta eleição entrará em vigor a regra da "cláusula de barreira". Os partidos teriam de obter, nas eleições para a Câmara dos Deputados de 2018, pelo menos 1,5% dos votos válidos, em ao menos um terço das unidades da federação, com ao menos 1% dos votos válidos em cada uma delas; ou ter eleito pelo menos 9 deputados, distribuídos em ao menos, um terço das unidades da federação. Os partidos que não atingiram estes números podem ficar sem receber o financiamento do fundo partidário, além de não terem direito ao tempo de TV. Portanto os seguintes partidos serão afetados: UP, PCO, PCB, PSTU, REDE, PMN, PMB, DC, PTC e PRTB.

## Candidatos
| Nº | Prefeito                     | Vice-prefeito                      | Coligação                                                                                            |
| -- | ---------------------------- | ---------------------------------- | --- |
| 12 | Maria Giovana (PDT)          | Welington Rezende (Patriota)       | "Você Tem Opção" - PDT - Patriota - REDE                                                             |
| 13 | Lurdinha Ginetti (PT)        | Alvetti (PT)                       | Sem coligação                                                                                        |
| 15 | Delegado Alfredo Ondas (MDB) | Erich Hetze (PODE)                 | "Americana para Todos" - MDB - PODE                                                                  |
| 17 | Major Crivelari (PSL)        | Claudia Leal (PSL)                 | Sem coligação                                                                                        |
| 43 | Chico Sardelli (PV)          | Odir Demarchi (PL)                 | "Experiência para Americana Avançar" - PV - PL - Cidadania - PSB                                     |
| 45 | Rafael Macris (PSDB)         | Ricardo Molina (Republicanos)      | "Americana Grande de Novo" - PSDB - Republicanos - PP - PTB - DEM - PROS - Avante - PTC - PRTB - PSC |
| 50 | Adriano de Oliveira (PSOL)   | Professora Adriana de Abreu (PSOL) | Sem coligação                                                                                        |
| 55 | Talitha de Nadai (PSD)       | Douglas Trindade (PSD)             | Sem coligação                                                                                        |
| 77 | Kim (Solidariedade)          | Dra. Kelly (Solidariedade)         | Sem coligação                                                                                        |

- Lista com base no site de divulgação de candidaturas.[4]

## Resultados

### Composição da Câmara Municipal
| Partido | Partido      | Câmara Municipal de Americana | Câmara Municipal de Americana |
| Partido | Partido      | Assentos                      | % de assentos                 |
| ------- | ------------ | ----------------------------- | ----------------------------- |
|         | PV           | 3                             | 15,79%                        |
|         | PSDB         | 3                             | 15,79%                        |
|         | PDT          | 2                             | 10,53%                        |
|         | PL           | 2                             | 10,53%                        |
|         | Republicanos | 2                             | 10,53%                        |
|         | MDB          | 1                             | 5,26%                         |
|         | Cidadania    | 1                             | 5,26%                         |
|         | PTB          | 1                             | 5,26%                         |
|         | Avante       | 1                             | 5,26%                         |
|         | PT           | 1                             | 5,26%                         |
|         | PODE         | 1                             | 5,26%                         |
|         | PSL          | 1                             | 5,26%                         |
| Total   | Total        | 19                            | 100%                          |

### Vereadores eleitos[6]
| Candidato(a)          | Partido      | Votação     | Votação |
| Candidato(a)          | Partido      | Porcentagem | Total   |
| --------------------- | ------------ | ----------- | ------- |
| Juninho Dias          | MDB          | 3,58%       | 3.998   |
| Thiago Martins        | PV           | 1,61%       | 1.796   |
| Léo da Padaria        | PV           | 1,55%       | 1.727   |
| Dr Daniel             | PDT          | 1,44%       | 1.606   |
| Luiz da Rodaben       | CIDADANIA    | 1,41%       | 1.580   |
| Thiago Brochi         | PSDB         | 1,30%       | 1.456   |
| Fernando da Farmacia  | PTB          | 1,22%       | 1.359   |
| Nathália Camargo      | AVANTE       | 1,21%       | 1.350   |
| Gualter Amado         | REPUBLICANOS | 1,15%       | 1.284   |
| Lucas Leoncine        | PSDB         | 1,13%       | 1.263   |
| Professora Juliana    | PT           | 1,01%       | 1.131   |
| Vagner Malheiros      | PSDB         | 1,00%       | 1.114   |
| Silvio Dourado        | PL           | 0,96%       | 1.068   |
| Dr Wagner Rovina      | PV           | 0,90%       | 1.010   |
| Leonora               | PDT          | 0,88%       | 979     |
| Pastor Miguel Pires   | REPUBLICANOS | 0,79%       | 882     |
| Leco                  | PODE         | 0,74%       | 827     |
| Marschelo Meche       | PSL          | 0,70%       | 777     |
| Cantor Marcos Caetano | PL           | 0,56%       | 630     |